# Monumento a São João Batista
O Monumento a São João Batista (em castelhano:  Monumento a San Juan Bautista) é um estátua de concreto de 19,8 metros localizada no centro de San Juan de los Morros, estado de Guárico, na Venezuela, erguida em homenagem a João Batista. Comumente chamada de San Juanote, é uma das estátuas mais altas da Venezuela e se tornou a segunda mais alta de San Juan de los Morros, após a construção do monumento a Madre Candelária de San José, segunda venezuelana abençoada; que mede 24 metros e está localizada no mirante Teobaldo Mieres. Começou a ser construída por ordem do ditador venezuelano Juan Vicente Gómez em 1933 como um presente para a cidade, quando foi declarada a capital do estado Guárico. O monumento foi esculpido nas colinas de Calabozo, um pequeno promontório no centro da cidade, e foi movido para San Juan de Los Morros em 1935. A estátua é cercada por leões de concreto e canhões antigos que servem como "guardiões protetores do monumento".